# Шварц, Борис Альбертович
Борис Альбертович Шварц — российский физик, доктор физико-математических наук, профессор. Автор высокоцитируемых статей (индекс Хирша 57).
Родился 31.08.1950 в Москве.
Окончил физический факультет Новосибирского университета по специальности «Физика» (1973) и аспирантуру Института ядерной физики (ИЯФ) СО АН СССР (1978).
Работает там же: младший, старший (1984), ведущий (2005), главный (2008) научный сотрудник ИЯФ.
С 1987 г. по совместительству преподаёт в НГУ: ассистент, доцент (1994), профессор (2010) кафедры физики элементарных частиц.
Читал курсы лекций «Физика атомного ядра и элементарных частиц», «Механика и теория относительности», «Калориметрия и идентификация частиц в экспериментах по физике высоких энергий».
Старший научный сотрудник по специальности «Физика атомного ядра и элементарных частиц» (1988).
Специалист в области экспериментальной физики элементарных частиц.
Диссертации:
- Изучение реакции е⁺е⁻ → π⁺π⁻ в области энергии до 1400 МэВ : диссертация … кандидата физико-математических наук : 01.04.16. — Новосибирск, 1983. — 145 с. : ил.
- Создание калориметров на основе кристаллов CsI и их применение в экспериментах на встречных е⁺е⁻ пучках : диссертация … доктора физико-математических наук : 01.04.16. — Новосибирск, 2004. — 230 с. : ил.

Список публикаций: https://nsu.ru/rs/person/10458

## Статьи
- Новые возможности установки ВЭПП-3 // Труды XI Всесоюзного совещания по уско- рителям заряженных частиц. Дубна, 1988. Т. 1. С. 410—413. (в соавт.)
- Электроника калориметра КМД-2. Препринт ИЯФ 92-28. Новосибирск, 1992. (в соавт.) Изучение радиационной стойкости сцинтилляционных кристаллов CsI(Tl). Препринт ИЯФ 2003-25. Новосибирск, 2003. (в соавт.)
- Test of a fast, low noise readout of pure Csl crystals with avalanche photodiodes // Proc. of the 4th int. conf. on calorimetry in high-energy phys. La Biodola. 1993. Р. 102—106. (в соавт.)
- Experience with CsI(Na) crystals for calorimetry // Nucl. instr. and meth. in phys. research. A. 1996. Vol. 79. P. 502—504. (в соавт.)
- Electromagnetic calorimeters based on Csl crystals // Nucl. instr. and meth. in phys. research. A. 2000. Vol. 453. Р. 205—209.
- Study of the processes e+e~ —> 777,7г°7 → З7 in c.m. energy range 600—1380 MeV at CMD2. Препринт ИЯФ 2004-51. Новосибирск, 2004. (в соавт.)